# Campionatele europene de gimnastică feminină din 1990
Campionatele europene de gimnastică feminină din 1990, care au reprezentat a optesprezecea ediție a competiției gimnasticii artistice feminine a "bătrânului continent", au avut loc în orașul Atena, capitala Greciei.
Datorită valorii mondiale a gimnasticii europene, campionatele europene de gimnastică feminină au coincis, pentru foarte mulți ani, cu replica sa mondială.